# کلایتون هتل لیمریک
کلایتون هتل لیمریک (به لاتین: Clayton Hotel) یک ساختمان بلندمرتبه در جمهوری ایرلند است که در لیمرک واقع شده‌است.